# Kidnappningen av skolflickor i Nigeria 2014

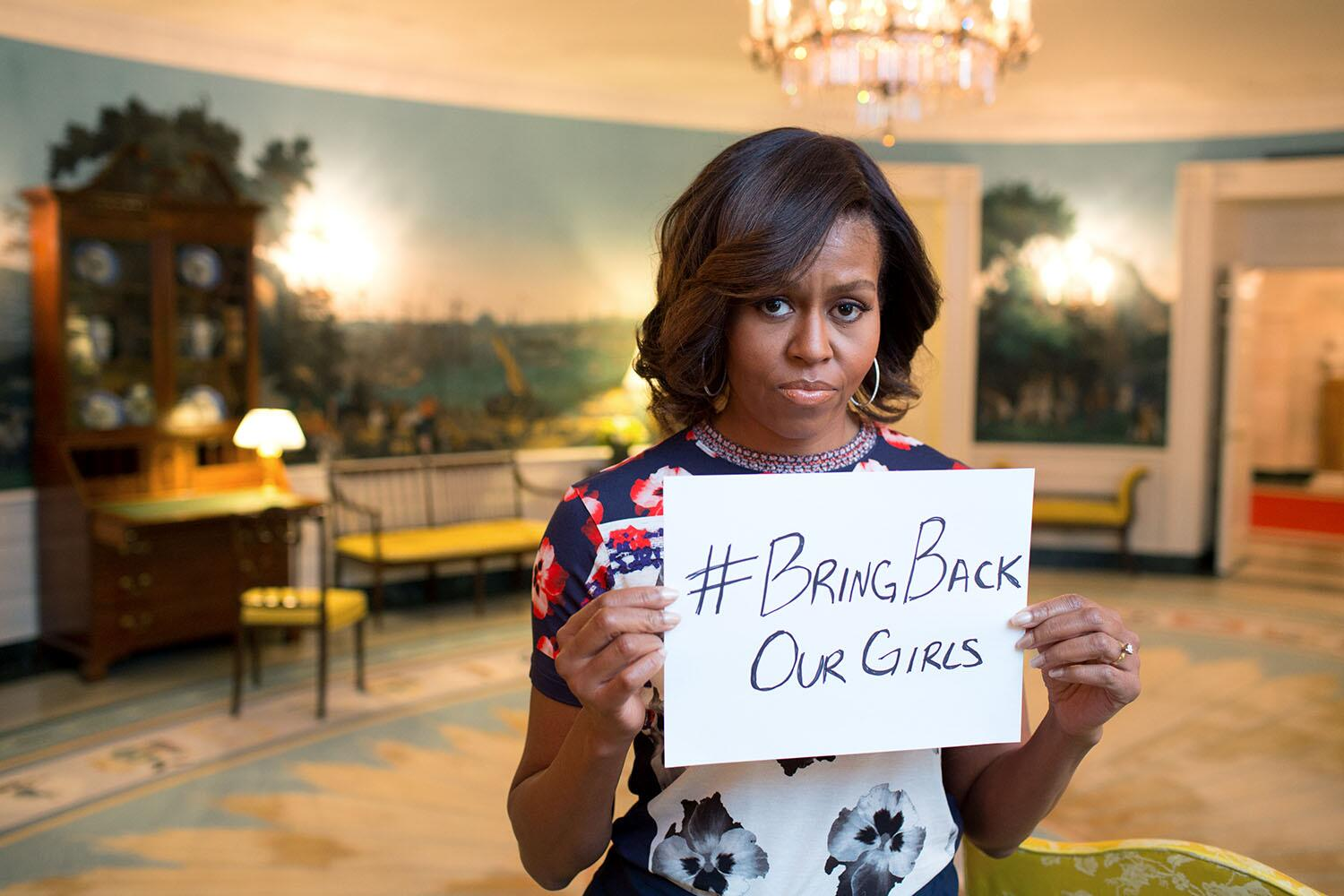
Michelle Obama med en skylt med hashtagen #bringbackourgirls vilket är en kampanj till stöd för de kidnappade flickorna.

Kidnappningen av skolflickor i Nigeria 2014 ägde rum natten mellan den 14 och 15 april 2014, då 276 kvinnliga elever på en skola i Chibok i Borno kidnappades av den islamiska extremistgruppen Boko Haram. Alla de kidnappade eleverna var i åldern 16 till 18 år och studerade sista året på skolan. 
Der första livstecknet från de kidnappade kom i mitten på maj då Boko Haram släppte en video där en del av barnen syntes recitera verser ur koranen. I klippet medverkade även sektledaren Abubakar Shekau som meddelade att om inte regeringen skulle frige ett antal fängslade Boko Haram-krigare, skulle flickorna tas som slavar eller giftas bort. Ett halvår efter kidnappningen var 219 av eleverna fortfarande saknade. De som lyckats ta sig till frihet vittnade om att de utsatts för omfattande övergrepp. Ett genombrott kom i maj 2017, då 83 flickor släpptes fria mot en lösesumma på närmare 40 miljoner kronor. Fyra år efter kidnappningen hade ungefär hälften av flickorna fritagits och hälften var fortsatt saknade. Cirka 12 av dem befarades 2018 ha dött i fångenskap. Flera flickor som återvänt vittnade om svårigheter att accepteras av sina familjer efter att de har tvingats föda okända mäns barn i fångenskap. Andra har valt att frivilligt stanna kvar hos de män som de från början tvingats på mot sin vilja. Tio år efter händelsen saknades fortfarande ett 90-tal av de kidnappade.
Kidnappningen överskuggades inledningsvis i Nigeria av ett annat attentat utfört av Boko Haram: samma morgon detonerade två stora bomber på en busshållplats i utkanten av huvudstaden Abuja. I det dådet omkom 88 personer och över 200 skadades. Även internationellt försvann händelsen snabbt ur nyhetsflödet men så småningom, när omfattningen av kidnappningen stod klar, väckte det stor uppmärksamhet. Personer som Malala Yousafzai och Michelle Obama uttalade sitt stöd för flickorna och engagerade sig i händelsen. Det var Michelle Obamas första egna ställningstagande i en utrikespolitisk fråga, sex år in i makens presidentskap.
Enligt människorättsorganisationen Human Rights Watch har Boko Haram sammanlagt kidnappat 500 flickor mellan 2009 och 2014. År 2024 uppskattades det att tusentals barn och vuxna kidnappats och mördats i dåd utförda av Boko Haram. Många har utsatts för misshandel, övergrepp, våldtäkter och tvångsgifte och har under hot och våld tvingats konvertera till islam.